# ماركوس بيرغولتز
ماركوس بيرغولتز (بالسويدية: Marcus Bergholtz) (15 ديسمبر 1989 في السويد - ) هو لاعب كرة قدم سويدي في مركز الوسط. شارك مع منتخب السويد تحت 19 سنة لكرة القدم. أما مع النوادي، فقد لعب مع نادي ستابك ونادي هلسينغبورغ وÄngelholms FF ‏ ونادي أوسترس.

## وصلات خارجية
- ماركوس بيرغولتز على موقع اتحاد السويد (السويدية)
- ماركوس بيرغولتز على موقع قاعدة بيانات كرة القدم.إي يو (الإنجليزية)
- ماركوس بيرغولتز على موقع Soccerway.com (الإنجليزية)